# Syzeuctus leo
Syzeuctus leo là một loài tò vò trong họ Ichneumonidae.